# Raïon de Liouban
Pour les articles homonymes, voir Liouban (homonymie).
Le raïon de Liouban (en biélorusse : Любанскі раён, Lioubanski raïon ; en russe : Любанский район, Lioubanski raïon) est une subdivision de la voblast de Minsk, en Biélorussie. Son centre administratif est la ville de Liouban.

## Géographie
Le raïon couvre une superficie de 1 913,75 km2, dans le sud de la voblast. La forêt occupe 33 % du territoire du raïon. Le raïon de Liouban est limité au nord par le raïon de Sloutsk et le raïon de Staryïa Darohi, à l'est la voblast de Moguilev (raïon de Hlousk) et la voblast de Homiel (raïon d'Aktsiabarski), au sud par la voblast de Homiel (raïon de Petrykaw et raïon de Jytkavitchy), et à l'ouest par le raïon de Salihorsk.

## Histoire
Le raïon de Liouban a été créé le 17 juillet 1924.

## Population

### Démographie
Les résultats des recensements de la population (*) font apparaître une baisse presque continue de la population depuis 1959. Ce déclin s'est accéléré dans les premières années du XXIe siècle :
Recensements (*) ou estimations de la population :
| 1959*  | 1970*  | 1979*  | 1989*  | 1999*  | 2009*  |
| ------ | ------ | ------ | ------ | ------ | ------ |
| 57 553 | 59 036 | 52 280 | 47 554 | 43 519 | 35 444 |

### Nationalités
Selon les résultats du recensement de 2009, la population du raïon se composait de deux nationalités principales :
- 95,6 % de Biélorusses ;
- 2,8 % de Russes.

### Langues
En 2009, la langue maternelle était le biélorusse pour 90,6 % des habitants du raïon de Liouban et le russe pour 7,9 %. Le biélorusse était parlé à la maison par 71,1 % de la population et le russe par 22,3 %.